# Саат кула (Кочани)
Саат кула (на македонска литературна норма: Саат кула) е жилищна, а по-късно часовникова кула в град Кочани, днес Северна Македония. Сградата е обявена за важно културно наследство на Република Македония в 1957 година.
Отбранителните кули в Кочани са били четири или шест - от двете страни на Кочанската река, поставени една срещу друга, като между тях е била разположена чаршията. Запазени са само две - лявата Саат кула и дясната Средновековна.
Кулата е разположена на левия бряг на Кочанската река, зад училище „Раде Кратовче“. Кулата от отбранителна е превърната в часовникова чрез дострояване на допълнителен етаж.